# Tetragnatha versicolor
Tetragnatha versicolor là một loài nhện trong họ Tetragnathidae.
Loài này thuộc chi Tetragnatha. Tetragnatha versicolor được miêu tả năm 1842 bởi Walckenaer.